# Zapadni transnovogvinejski jezici
Zapadni transnovogvinejski jezici, jedna od glavnih grana transnovogvinejskih jezika koji se govore na indonezijskom području Nove Gvineje. Sastoji se od nekoliko užih skupina: 
a) Dani (13) jezika i podskupinama Dani (7), ngalik (5) i Wano s jezikom wano [wno];
b) Istočnotimorski s jezikom makasae [mkz] i podskupinom fataluku-oirata;
c) Zapadnobomberajski (3) jezika;
d) Zapadni Timor-Alor-Pantarski, (19) jezika s podskupinama Adabe, jezik adabe [adb], Alorsko-Pantarski jezici (14) s Alorskom (8) i Pantarskom podskupinom (6), Bunak (1) jezik, bunak [bfn], Kolana (1) jezik, wersing [kvw], tanglapui (2) jezika;
e) Wissel Lakes (5) jezika.